# Ophidion beani
Ophidion beani is een straalvinnige vissensoort uit de familie van naaldvissen (Ophidiidae). De wetenschappelijke naam van de soort is voor het eerst geldig gepubliceerd in 1883 door Jordan & Gilbert.